# Piter de Vries

A Harkonnen-ház címere

Piter De Vries Frank Herbert A Dűne című regényének szereplője. A Harkonnen-ház mentát-főorgyilkosa, Vladimir Harkonnen báró tanácsadója.

## Története
A Bene Tleilax egyik labilis idegrendszerű, akut fűszerfüggő ghola-teremtménye. Rendkívül agyafúrt, gátlástalan személyiség. Ő tervelte ki az Atreides-ház elleni hadművelet részleteit; beleértve Leto herceg elárulását, dr. Wellington Yueh Suk-kondicionálásának megtörését. Ő találta fel azt a mérget is, amellyel a báró szolgálatába állította Thufir Hawatot. Arrakis elfoglalása után halt meg, amikor az elfogott Leto herceg vallatás közben rálehelte a bárónak szánt, azonnal ölő mérget.